# Barrington Volcano
Der Barrington Volcano (deutsch Barrington-Vulkan) liegt im Barrington-Tops-Nationalpark, nordöstlich von Muswellbrook und nahe am Mount Barrington, im australischen Bundesstaat New South Wales.
Der Vulkan verursachte einen 700 Kubikkilometer großen Basaltausfluss, der einen großen Teil der Barrington Tops bedeckte. Die Lava erreichte eine Mächtigkeit von bis zu 1000 Metern. Der Vulkan war 55 Millionen Jahre lang aktiv; sein letzter Ausbruch liegt 4 bis 5 Millionen Jahre zurück.
Der ausgedehnte subtropische Regenwald in diesem Gebiet wächst auf den vielen verwitterten rotbraunen Böden. Schmucksteine wie Zirkone, Saphire und Rubine wurden durch den Vulkan gebildet. Benachbart am Careys Peak soll sich ein Schlot des erloschenen Schildvulkans befinden. Das den Vulkan umgebende Gebiet ist von subalpinen Schnee-Eukalyptus-Wäldern bewachsen, mit Regenwald am Ende der Steilhänge und in den feuerfreien Rinnen.